# Bernard Njonga
Bernard Njonga est un ingénieur agronome, activiste, militant et homme politique camerounais né le 18 octobre 1955 à Bangoua au Cameroun et mort le 21 février 2021 à Amiens en France. 

## Biographie

### Enfance et débuts
Bernard Njonga est né à Bangoua au Cameroun le 18 octobre 1955. Il est un ingénieur agronome formé à la FASA de Dschang.

### Carrière
Après ses études universitaires, il devient fonctionnaire en tant qu'assistant de recherche à l’Institut de Recherche Agronomique pour le Développement (IRAD). Après trois ans de service, il démissionne en 1987 de la fonction publique. 
Vers les années 1980, il crée l'organisation non gouvernementale Service d’appui aux initiatives locales de développement (SAILD) qui publie le journal La Voix du Paysan.
Il est connu pour ses positions en faveur des populations rurales expropriées par les exploitations agricoles multinationales. Ami de l’altermondialiste français José Bové, il a dénoncé les détournements de fonds dans la filière maïs ou l’introduction des OGM lorsqu’il dirigeait l’Association citoyenne de défense des intérêts collectifs (Acdic).
Il se déclare candidat à l'élection présidentielle de 2018 au Cameroun pour le Croire au Cameroun (Crac), parti politique qu’il a fondé et dirige.
L’ingénieur agronome, ancien président de l’ACDIC, est décédé au CHU d’Amiens en France, le dimanche 21 février 2021 à l'âge de 65 ans.

## Distinctions
- Médaille d’officier de l’Ordre de la valeur à titre posthume[8].
- Notable « Webo-Soup Njon Vup » qui signifie « Grand-père guerrier et chasseur » décerné à titre posthume par le chef Bangoua, SM Julio Annick Tchatchouang[8].